# Becvar
De Atlas Coeli Skalnate Pleso (ook wel Becvar genoemd) is een sterrenatlas die in 1948 gepubliceerd is door de Tsjechische astronoom Antonín Bečvář (10 juni 1901 - 10 januari 1965), de oprichter van het astronomisch observatorium van Skalnate Pleso in Slowakije. De atlas bestaat uit zestien kaarten die de hele hemel beslaan. 
De namen van een aantal sterren hebben soms de verwijzing in Becvar omdat ze afwijken van de gebruikelijke naam. 
Voorbeelden:
- Auva : Minelauva in Becvar
- Miram : Miram in Becvar
- Megrez : Kaffa in Becvar
- Nair al Saif : Hatysa in Becvar
- Porrima : Arich in Becvar
- Ruchbah : Ksora in Becvar
- Segin : Segin in Becvar
- Seginius : Haris in Becvar

Het gebruik van de vermelding "in Becvar" lijkt vergelijkbaar met dat van "volgens van Dale" als het om woorden gaat.